# ビーム計画設計
ビーム計画設計株式会社は岐阜県岐阜市に本社を置く、防災・無線・情報の設計・技術コンサルタント会社。国土交通省、建設コンサルタント電気電子部門に登録事業者。地方自治体における防災無線、消防指令台、地域イントラ、CATVなどの調査・設計を行っている。

## 業務内容
- 消防無線 - 無線方式のデジタル化と、合併に伴う広域化が始まる消防無線設備の調査・設計業務。平成21年には、全国での6事例ある調査設計業務のうち2事例に着手している。
- 都道府県防災無線 - 広域な面積となる都道府県レベルの行政防災無線設備の調査・設計業務。平成21年には中国地域においてマイクロ回線を多用した無線設備の調査・設計業務に着手している。
- 市町村防災無線 - いわゆる防災無線（屋外スピーカーによる放送など）の調査・設計業務。納入実績多数。
- 情報化 - 地域イントラネット、公設民営型のCATVやFTTHを含めた、地域情報計画の立案など。

## シンクタンク事業など

### 2006年11月～2007年3月
国内で発生している地域情報格差是正を念頭におき、地上デジタルテレビ放送難視地区に対する対策手法として検討が進む「ギャップフィラー」と、ブロードバンド不毛地帯に対する対策手法として期待されている「WiMAX」を利用したシステムの設計手法を開発し、「どういう電波特性を持つか、どういった利用方法が考えられるか」という点に着眼し参加企業各社がそれぞれ独自に費用負担、自治体や各種外郭団体からの交付金等を使わずに検証を行なった。実験設備は岐阜県飛騨市および山之村地区の協力により2006年11月に完成し東海総合通信局の実験免許を取得、同年12月より本格的な実験を実施した。ギャップフィラーとWiMAXを同時に検証するのは、本プロジェクトが国内初となる。

### 2007年10月～2008年3月
WiMAX技術を用いた高度利用技術の試験として、複数のWiMAX基地局を設置し基地局間通信を行うことでメッシュ型バックボーンとしての機能についての検討を行なった。実験設備は、岐阜県可児市でCATV事業を行っているケーブルテレビ可児の設備を用いて実施した。

### 2010年4月～2011年3月
5GHz帯域無線アクセスの海上伝搬路における電波伝搬試験について総務省から受託し、伊勢湾にてフェリーを用いた実験をしたほか、総務省消防庁から受託をうけ消防デジタル無線のアドバイザを行っているほか、岐阜や神戸等の基本設計を実施した。

### 2011年4月～2012年3月
営業拠点を仙台、東京、大阪、広島、福岡に設置し、消防無線、市町村防災行政無線のデジタル化、基本設計、実施設計等を活発に実施した。

### 2012年4月～2013年3月
引き続き消防デジタル無線、市町村防災行政無線のデジタル化に関する設計業務を実施したほか、岐阜県防災情報通信システム更改に関する実施設計を受託し、光ファイバ、衛星通信、FWA等の多種経路を用いた冗長性のある通信システム実施設計業務を実施した。